# Rhabinogana rhizagrostis
Rhabinogana rhizagrostis är en fjärilsart som beskrevs av Smith 1890. Rhabinogana rhizagrostis ingår i släktet Rhabinogana och familjen nattflyn. Inga underarter finns listade.